# امرتال
امرتال (به آلمانی: Emmerthal) یک شهر در آلمان است که در هاملین-پیرمونت واقع شده‌است. امرتال ۱۱٬۱۷۴ نفر جمعیت دارد.